# Prasophyllum parvifolium
Prasophyllum parvifolium är en orkidéart som beskrevs av John Lindley. Prasophyllum parvifolium ingår i släktet Prasophyllum och familjen orkidéer. Inga underarter finns listade i Catalogue of Life.